# 2,5-tolueendiamine
2,5-tolueendiamine is een aromatisch amine met de chemische formule C7H10N2. Het is een van de isomeren van tolueendiamine; andere isomeren zijn 2,4-tolueendiamine en 2,6-tolueendiamine. Het is ook verwant aan p-fenyleendiamine: 2,5-tolueendiamine kan men beschouwen als p-fenyleendiamine waarop één methylgroep is aangebracht.
Net zoals p-fenyleendiamine, wordt 2,5-tolueendiamine of het sulfaatzout ervan gebruikt in permanente, oxiderende haarkleurmiddelen; maar eveneens zoals p-fenyleendiamine is 2,5-tolueendiamine een zeer sensibiliserende stof die huidallergieën kan veroorzaken. Het gehalte aan deze stoffen in haarkleurmiddelen is daarom beperkt.